# Harpactes
Genre
Harpactes est un genre d'oiseaux d'Asie regroupant 10 espèces appartenant à la famille des Trogonidae.

## Liste des espèces
D'après la classification de référence (version 2.2, 2009) du Congrès ornithologique international (ordre phylogénique) :
- Harpactes fasciatus – Trogon de Malabar
- Harpactes kasumba – Trogon à nuque rouge
- Harpactes diardii – Trogon de Diard
- Harpactes ardens – Trogon des Philippines
- Harpactes whiteheadi – Trogon de Whitehead
- Harpactes orrhophaeus – Trogon cannelle
- Harpactes duvaucelii – Trogon de Duvaucel
- Harpactes oreskios – Trogon à poitrine jaune
- Harpactes erythrocephalus – Trogon à tête rouge
- Harpactes wardi – Trogon de Ward